# 遠藤里菜
遠藤 里菜（えんどう りな、1990年7月25日 - ）は、日本の元女子フィールドホッケー選手。ポジションはMF。岩手県出身。元ホッケー女子日本代表。現在はオーストラリアのWesley South Perth Hockeyに所属し、東京大学運動会ホッケー部女子のコーチを務めている。

## 来歴
岩手町立沼宮内小学校に入学。小学校時代にホッケーを始める。岩手町立沼宮内中学校に進学し、全日本中学生ホッケー選手権大会に出場。2005年にベストイレブンに選出されている。
2009年には日本代表に選出されており、2011年にはアジア大会に出場している。
2016年から東京大学ホッケー部女子のコーチ、2018年からWesley South Perth Hockeyのプレイヤーとして活躍している。